# Heizmannia communis
Heizmannia communis är en tvåvingeart som först beskrevs av George Frederick Leicester 1908.  Heizmannia communis ingår i släktet Heizmannia och familjen stickmyggor. Inga underarter finns listade i Catalogue of Life.